# كأس العالم تحت 20 سنة لكرة القدم 2019
كانت بطولة كأس العالم تحت 20 سنة لكرة القدم 2019 هي النسخة 22 لكأس العالم تحت 20 سنة لكرة القدم، وهي بطولة دولية لكرة القدم للشباب التي تقام كل سنتين والتي تنافست عليها المنتخبات الوطنية تحت 20 سنة من الاتحادات الأعضاء في الفيفا منذ إنشائها في عام 1977 بوصفها بطولة العالم للشباب لكرة القدم. استضافت بولندا البطولة في الفترة من 23 مايو إلى 15 يونيو 2019. وكانت هذه أول بطولة للاتحاد الدولي لكرة القدم تستضيفها بولندا؛ وقد استضافت البلاد في الماضي فعاليات كرة القدم الدولية للاتحاد الأوروبي لكرة القدم بما في ذلك بطولة أمم أوروبا 2012 مع أوكرانيا وبطولة أمم أوروبا تحت 21 سنة 2017.
فازت إنجلترا بالبطولة السابقة في كوريا الجنوبية، لكنها لم تستطع الدفاع عن لقبها بعد خسارتها 3-0 أمام النرويج في مباراة فاصلة في بطولة أوروبا تحت 19 سنة في فنلندا. كانت إنجلترا هي البطل السادس على التوالي الذي فشل في التأهل لكأس العالم تحت 20 سنة اللاحقة.
فازت أوكرانيا بأول لقب لها في كأس العالم تحت 20 سنة بعد فوزها على كوريا الجنوبية 3–1 في المباراة النهائية. فعلوا ذلك في أول ظهور لهم أبعد من دور الـ16.

## اختيار المضيف
تم إطلاق عملية تقديم العطاءات لاستضافة كأس العالم تحت 20 سنة 2019 وكأس العالم تحت 17 سنة 2019 من قبل الفيفا في يونيو 2017. قد تقدم جمعية الأعضاء عرضًا لكلتا البطولتين، ولكن سيتم منحها لمضيفين مختلفين.

### البلدان المرشحة
قدم بلدان عروض رسمية لاستضافة البطولة.
- الهند[6]
- بولندا[7]

أعلن الفيفا بولندا كمضيف ناجح بعد اجتماع مجلس الفيفا في 16 مارس 2018 في بوغوتا، كولومبيا. فازت بولندا بالمناقصة على الهند بأغلبية 9 أصوات مقابل 5 أصوات.

## الفرق المؤهلة
ما مجموعه 24 فريقا مؤهلين للبطولة النهائية. بالإضافة إلى بولندا، التي تأهلت تلقائيا كمضيف، تأهل 23 فريقا آخر من ست مسابقات قارية منفصلة. تمت الموافقة على تخصيص الأماكن من قبل مجلس الفيفا في 10 يونيو 2018.
| الاتحاد الكونفدرالي         | بطولة التأهل                            | الفريق           | الظهور | آخر ظهور                              | أفضل أداء سابق |
| --------------------------- | --------------------------------------- | ---------------- | ------ | ------------------------------------- | --- |
| الاتحاد الآسيوي لكرة القدم  | بطولة آسيا للشباب تحت 19 عاما 2018      | قطر              | 4th    | كأس العالم تحت 20 سنة لكرة القدم 2015 | الوصيف (بطولة العالم للشباب لكرة القدم 1981) |
| الاتحاد الآسيوي لكرة القدم  | بطولة آسيا للشباب تحت 19 عاما 2018      | اليابان          | 10th   | كأس العالم تحت 20 سنة لكرة القدم 2017 | الوصيف (بطولة العالم للشباب لكرة القدم 1999) |
| الاتحاد الآسيوي لكرة القدم  | بطولة آسيا للشباب تحت 19 عاما 2018      | كوريا الجنوبية   | 15th   | كأس العالم تحت 20 سنة لكرة القدم 2017 | المركز الرابع (بطولة العالم للشباب لكرة القدم 1983) |
| الاتحاد الآسيوي لكرة القدم  | بطولة آسيا للشباب تحت 19 عاما 2018      | السعودية         | 9th    | كأس العالم تحت 20 سنة لكرة القدم 2017 | دور الـ16 (2011، 2017) |
| الاتحاد الأفريقي لكرة القدم | كأس الأمم الأفريقية تحت 20 سنة 2019     | السنغال          | 3rd    | 2017                                  | المركز الرابع (2015) |
| الاتحاد الأفريقي لكرة القدم | كأس الأمم الأفريقية تحت 20 سنة 2019     | نيجيريا          | 12th   | 2015                                  | الوصيف (1989، 2005) |
| الاتحاد الأفريقي لكرة القدم | كأس الأمم الأفريقية تحت 20 سنة 2019     | جنوب إفريقيا     | 4th    | 2017                                  | دور الـ16 (2009) |
| الاتحاد الأفريقي لكرة القدم | كأس الأمم الأفريقية تحت 20 سنة 2019     | مالي             | 7th    | كأس العالم تحت 20 سنة لكرة القدم 2015 | المركز الثالث (بطولة العالم للشباب لكرة القدم 1999، كأس العالم تحت 20 سنة لكرة القدم 2015) |
| كونكاكاف                    | 2018 CONCACAF U-20 Championship         | المكسيك          | 16th   | كأس العالم تحت 20 سنة لكرة القدم 2017 | الوصيف (بطولة العالم للشباب لكرة القدم 1977) |
| كونكاكاف                    | 2018 CONCACAF U-20 Championship         | بنما             | 6th    | كأس العالم تحت 20 سنة لكرة القدم 2015 | مرحلة المجموعات (بطولة العالم للشباب لكرة القدم 2003، بطولة العالم للشباب لكرة القدم 2005، كأس العالم تحت 20 سنة لكرة القدم 2007، كأس العالم تحت 20 سنة لكرة القدم 2011، كأس العالم تحت 20 سنة لكرة القدم 2015)                                                                           |
| كونكاكاف                    | 2018 CONCACAF U-20 Championship         | الولايات المتحدة | 16th   | كأس العالم تحت 20 سنة لكرة القدم 2017 | المركز الرابع (بطولة العالم للشباب لكرة القدم 1989) |
| كونكاكاف                    | 2018 CONCACAF U-20 Championship         | هندوراس          | 8th    | كأس العالم تحت 20 سنة لكرة القدم 2017 | مرحلة المجموعات (بطولة العالم للشباب لكرة القدم 1977، بطولة العالم للشباب لكرة القدم 1995، بطولة العالم للشباب لكرة القدم 1999، بطولة العالم للشباب لكرة القدم 2005، كأس العالم تحت 20 سنة لكرة القدم 2009، كأس العالم تحت 20 سنة لكرة القدم 2015، كأس العالم تحت 20 سنة لكرة القدم 2017) |
| كونميبول                    | 2019 South American U-20 Championship   | الأرجنتين        | 16th   | كأس العالم تحت 20 سنة لكرة القدم 2017 | البطل (بطولة العالم للشباب لكرة القدم 1979، بطولة العالم للشباب لكرة القدم 1995، بطولة العالم للشباب لكرة القدم 1997، بطولة العالم للشباب لكرة القدم 2001، بطولة العالم للشباب لكرة القدم 2005، كأس العالم تحت 20 سنة لكرة القدم 2007)                                                    |
| كونميبول                    | 2019 South American U-20 Championship   | الأوروغواي       | 15th   | كأس العالم تحت 20 سنة لكرة القدم 2017 | الوصيف (بطولة العالم للشباب لكرة القدم 1997، كأس العالم تحت 20 سنة لكرة القدم 2013) |
| كونميبول                    | 2019 South American U-20 Championship   | الإكوادور        | 4th    | كأس العالم تحت 20 سنة لكرة القدم 2017 | دور الـ16 (بطولة العالم للشباب لكرة القدم 2001، كأس العالم تحت 20 سنة لكرة القدم 2011) |
| كونميبول                    | 2019 South American U-20 Championship   | كولومبيا         | 10th   | كأس العالم تحت 20 سنة لكرة القدم 2015 | المركز الثالث (بطولة العالم للشباب لكرة القدم 2003) |
| اتحاد أوقيانوسيا لكرة القدم | كأس أوقيانوسيا للأمم تحت 20 سنة 2018 ‏   | نيوزيلندا        | 6th    | كأس العالم تحت 20 سنة لكرة القدم 2017 | دور الـ16 (كأس العالم تحت 20 سنة لكرة القدم 2015، كأس العالم تحت 20 سنة لكرة القدم 2017) |
| اتحاد أوقيانوسيا لكرة القدم | كأس أوقيانوسيا للأمم تحت 20 سنة 2018 ‏   | تاهيتي           | 2nd    | كأس العالم تحت 20 سنة لكرة القدم 2009 | Group stage (كأس العالم تحت 20 سنة لكرة القدم 2009) |
| الاتحاد الأوروبي لكرة القدم | الدولة المضيفة                          | بولندا           | 5th    | كأس العالم تحت 20 سنة لكرة القدم 2007 | المركز الثالث (بطولة العالم للشباب لكرة القدم 1983) |
| الاتحاد الأوروبي لكرة القدم | بطولة أوروبا تحت 19 سنة لكرة القدم 2018 | إيطاليا          | 7th    | كأس العالم تحت 20 سنة لكرة القدم 2017 | المركز الثالث (كأس العالم تحت 20 سنة لكرة القدم 2017) |
| الاتحاد الأوروبي لكرة القدم | بطولة أوروبا تحت 19 سنة لكرة القدم 2018 | البرتغال         | 12th   | كأس العالم تحت 20 سنة لكرة القدم 2017 | البطل (بطولة العالم للشباب لكرة القدم 1989، بطولة العالم للشباب لكرة القدم 1991) |
| الاتحاد الأوروبي لكرة القدم | بطولة أوروبا تحت 19 سنة لكرة القدم 2018 | أوكرانيا         | 4th    | كأس العالم تحت 20 سنة لكرة القدم 2015 | دور الـ16 (بطولة العالم للشباب لكرة القدم 2001، بطولة العالم للشباب لكرة القدم 2005، كأس العالم تحت 20 سنة لكرة القدم 2015) |
| الاتحاد الأوروبي لكرة القدم | بطولة أوروبا تحت 19 سنة لكرة القدم 2018 | فرنسا            | 7th    | كأس العالم تحت 20 سنة لكرة القدم 2017 | البطل (كأس العالم تحت 20 سنة لكرة القدم 2013) |
| الاتحاد الأوروبي لكرة القدم | بطولة أوروبا تحت 19 سنة لكرة القدم 2018 | النرويج          | 3rd    | بطولة العالم للشباب لكرة القدم 1993   | مرحلة المجموعات (بطولة العالم للشباب لكرة القدم 1989، بطولة العالم للشباب لكرة القدم 1993) |

## الأماكن
كانت بييلسكو-بياوا وبيدغوشتش وغدينيا ووودج ولوبلين وتيخي المدن الست التي تستضيف المسابقة. انتهى الأمر بانسحاب لوبين (لا ينبغي الخلط بينه وبين لوبلين) من القائمة بسبب مشاكل في سعة الفنادق، واستعيض عنها ببييلسكو-بياوا.
| بييلسكو-بياوا                                                                                | بيدغوشتش                                      | غدينيا                                 |
| -------------------------------------------------------------------------------------------- | --------------------------------------------- | -------------------------------------- |
| Stadion Miejski ‏ (ملعب بييلسكو-بياوا)                                                        | Zdzisław Krzyszkowiak Stadium (ملعب بيدغوشتش) | Stadion GOSiR (ملعب غدينيا)            |
| السعة: 15,076                                                                                | السعة: 20,247                                 | السعة: 15,139                          |
|                                                                                              |                                               |                                        |
| بييلسكو فيالا بيدغوشتش غدينيا وودج لوبلين تيخيكأس العالم تحت 20 سنة لكرة القدم 2019 (Poland) |                                               |                                        |
| وودج                                                                                         | لوبلين                                        | تيخي                                   |
| Stadion Widzewa (ملعب وودج)                                                                  | أرينا لوبلين (ملعب لوبلين)                    | Stadion Miejski w Tychach ‏ (ملعب تيخي) |
| السعة: 18,008                                                                                | السعة: 15,500                                 | السعة: 15,600                          |
|                                                                                              |                                               |                                        |

## التنظيم
تم الكشف عن الشعار في 14 ديسمبر 2018. ويزين الشعار بزعفران، زهرة تزهر كل ربيع في بولندا، جنبا إلى جنب مع ألوان العلم البولندي، ترمز إلى الوجوه الجديدة التي ستظهر لإعطاء شكل لكأس البطولة.
تم الكشف عن التميمة الرسمية غرزيفيك، في 23 فبراير 2019 قبل يوم واحد من القرعة النهائية.
إن غرزيفيك مستوحاة من اسم مميز لبيسون بولندي يأتي من الكلمة البولندية لـ «عُرف» - الشعر الطويل والخشن الذي يزين عنق هذا الحيوان المدهش - ويرمز أيضًا إلى فخر البلاد باستضافة أول مسابقة للاتحاد الدولي لكرة القدم لها على الإطلاق.

## القرعة والجدول الزمني
كشف عن مواعيد المباريات في 14 ديسمبر 2018، أي في نفس يوم الشعار الرسمي.
أقيمت القرعة النهائية في 24 فبراير 2019، الساعة 18:30 بتوقيت شرق أوروبا (ت ع م+1)، في صالة غدينيا الرياضية في غدينيا. وقد تم تقسيم الفرق ال 24 إلى ست مجموعات من أربع فرق. تم تصنيف المضيف بولندا تلقائيًا في وعاء 1 وتم تعيينهم في الموضع ألف1، في حين تم تصنيف الفرق الأخرى في أوعية كل منها بناء على النتائج التي حققتها في آخر خمس كأس العالم تحت 20 سمة (وكانت أحدث البطولات أكثر وزناً)، مع منح نقاط مكافأة لأبطال الكونفدرالية. تم سحب الفرق من وعاء 1 أولاً، يليه وعاء 2، وعاء 3، وأخيراً وعاء 4، مع كل فريق (باستثناء بولندا) أيضاً موجه إلى أحد المناصب داخل مجموعتهم. لا يجوز لأي مجموعة أن تحتوي على أكثر من فريق واحد من كل كونفدرالية.
| Pot 1                                                                            | Pot 2                                                              | Pot 3                                                             | Pot 4                                                    |
| -------------------------------------------------------------------------------- | ------------------------------------------------------------------ | ----------------------------------------------------------------- | -------------------------------------------------------- |
| - بولندا (Hosts/A1) - البرتغال - الأوروغواي - فرنسا - الولايات المتحدة - المكسيك | - مالي - نيجيريا - نيوزيلندا - كولومبيا - كوريا الجنوبية - إيطاليا | - السعودية - السنغال - الأرجنتين - الإكوادور - أوكرانيا - هندوراس | - اليابان - جنوب إفريقيا - بنما - النرويج - قطر - تاهيتي |

## مسؤولو المباريات
تم تعيين ما مجموعه 21 ثلاثي تحكيمي (حكم واحد واثنين من الحكام المساعدين)، 6 حكام دعم و20 حكم مساعد بالفيديو للبطولة.
| Confederation               | Referee                   | Assistant referees                               | Support referee           | Video assistant referee |
| --------------------------- | ------------------------- | ------------------------------------------------ | ------------------------- | --- |
| الاتحاد الآسيوي لكرة القدم  | أحمد الكاف                | Abu Bakar Al-Amri Rashid Al-Ghaithi              | Ilgiz Tantashev           | عمار الجنيبي خميس المري فو مينغ                                                                                             |
| الاتحاد الآسيوي لكرة القدم  | محمد تقي                  | Ronnie Koh Min Kiat Abdul Hannan bin Abdul Hasim | Ilgiz Tantashev           | عمار الجنيبي خميس المري فو مينغ                                                                                             |
| الاتحاد الآسيوي لكرة القدم  | أدهم مخادمة               | Ahmad Al-Roalle Mohammad Al-Kalaf                | Ilgiz Tantashev           | عمار الجنيبي خميس المري فو مينغ                                                                                             |
| الاتحاد الأفريقي لكرة القدم | مصطفى غربال               | Mahmoud Ahmed Kamel Mokrane Gourari              | Pacifique Ndabihawenimana | باكاري غاساما جهاد جريشة باملاك تيسيما وييسا                                                                                |
| الاتحاد الأفريقي لكرة القدم | ماجويت نداي               | Elvis Noupue Seydou Tiama                        | Pacifique Ndabihawenimana | باكاري غاساما جهاد جريشة باملاك تيسيما وييسا                                                                                |
| الاتحاد الأفريقي لكرة القدم | Jean-Jacques Ndala Ngambo | Olivier Safari Souleimane Amaldine               | Pacifique Ndabihawenimana | باكاري غاساما جهاد جريشة باملاك تيسيما وييسا                                                                                |
| كونكاكاف                    | إسماعيل الفتح             | Kyle Atkins Corey Parker                         | Ivan Barton               | Adonai Escobedo آلان كيلي                                                                                                   |
| كونكاكاف                    | فرناندو غيريرو            | Pablo Hernández José Martínez                    | Ivan Barton               | Adonai Escobedo آلان كيلي                                                                                                   |
| كونكاكاف                    | Héctor Martínez           | Walter López Helpys Feliz                        | Ivan Barton               | Adonai Escobedo آلان كيلي                                                                                                   |
| كونميبول                    | رافائيل كلاوس             | Danilo Manis Bruno Pires                         | Joel Alarcón              | خوليو بسكونيات Andrés Rojas ويلتون سامبايو خيسوس فالنزويلا Gery Vargas                                                      |
| كونميبول                    | Leodán González           | Richard Trinidad Martín Soppi                    | Joel Alarcón              | خوليو بسكونيات Andrés Rojas ويلتون سامبايو خيسوس فالنزويلا Gery Vargas                                                      |
| كونميبول                    | Alexis Herrera            | Jorge Urrego Tulio Moreno                        | Joel Alarcón              | خوليو بسكونيات Andrés Rojas ويلتون سامبايو خيسوس فالنزويلا Gery Vargas                                                      |
| كونميبول                    | فرناندو راباليني          | Diego Bonfá Gabriel Chade                        | Joel Alarcón              | خوليو بسكونيات Andrés Rojas ويلتون سامبايو خيسوس فالنزويلا Gery Vargas                                                      |
| اتحاد أوقيانوسيا لكرة القدم | عبد القادر زيتوني         | Folio Moeaki Bernard Mutukera                    | David Yareboinen          | — |
| الاتحاد الأوروبي لكرة القدم | بينوا باستين              | Hicham Zakrani Frédéric Haquette                 | ساندرو شيرر               | أرتور سواريس دياز ماركو غويدا أليخاندرو هرنانديز هرنانديز خوان مارتينيز مونويرا بينوا ميلوت Paweł Raczkowski بول فان بويكيل |
| الاتحاد الأوروبي لكرة القدم | خيسوس خيل مانزانو         | Ángel Nevado Rodríguez Diego Barbero Sevilla     | ساندرو شيرر               | أرتور سواريس دياز ماركو غويدا أليخاندرو هرنانديز هرنانديز خوان مارتينيز مونويرا بينوا ميلوت Paweł Raczkowski بول فان بويكيل |
| الاتحاد الأوروبي لكرة القدم | إيفان كروزلياك            | Tomaš Somoláni Branislav Hancko                  | ساندرو شيرر               | أرتور سواريس دياز ماركو غويدا أليخاندرو هرنانديز هرنانديز خوان مارتينيز مونويرا بينوا ميلوت Paweł Raczkowski بول فان بويكيل |
| الاتحاد الأوروبي لكرة القدم | دافيد ماسا                | Filippo Meli Fabiano Preti                       | ساندرو شيرر               | أرتور سواريس دياز ماركو غويدا أليخاندرو هرنانديز هرنانديز خوان مارتينيز مونويرا بينوا ميلوت Paweł Raczkowski بول فان بويكيل |
| الاتحاد الأوروبي لكرة القدم | مايكل أوليفر              | Simon Bennett Stuart Burt                        | ساندرو شيرر               | أرتور سواريس دياز ماركو غويدا أليخاندرو هرنانديز هرنانديز خوان مارتينيز مونويرا بينوا ميلوت Paweł Raczkowski بول فان بويكيل |
| الاتحاد الأوروبي لكرة القدم | دانيال سيبرت              | Jan Seidel Rafael Foltyn                         | ساندرو شيرر               | أرتور سواريس دياز ماركو غويدا أليخاندرو هرنانديز هرنانديز خوان مارتينيز مونويرا بينوا ميلوت Paweł Raczkowski بول فان بويكيل |
| الاتحاد الأوروبي لكرة القدم | سلافكو فينسيتش            | Tomaž Klančnik Andraž Kovačič                    | ساندرو شيرر               | أرتور سواريس دياز ماركو غويدا أليخاندرو هرنانديز هرنانديز خوان مارتينيز مونويرا بينوا ميلوت Paweł Raczkowski بول فان بويكيل |

## الفرق
اللاعبون الذين ولدوا في 1 يناير 1999 أو بعده وفي 31 ديسمبر 2003 أو قبله كانوا مؤهلين للتنافس في البطولة.
كان على كل فريق تسمية فريق أولي يضم ما بين 22 و50 لاعباً. من الفريق التمهيدي، كان على الفريق تسمية تشكيلة نهائية من 21 لاعباً (ثلاثة منهم يجب أن يكونوا حراس مرمى) بحلول الموعد النهائي لفيفا. يمكن استبدال اللاعبين في التشكيلة النهائية بلاعب من الفريق التمهيدي بسبب إصابة خطيرة أو مرض حتى 24 ساعة قبل انطلاق المباراة الأولى للفريق.

## مرحلة المجموعات
تقدم الفريقان الأولان لكل مجموعة وأفضل أربعة فرق في المركز الثالث إلى الدور الـ16.
جميع الأوقات محلية، التوقيت الصيفي لأوروبا الوسطى (ت ع م+2).

### قواعد الترجيح
يتم تحديد ترتيب الفرق في مرحلة المجموعات على النحو التالي:
1. النقاط التي تم الحصول عليها في جميع مباريات المجموعة (ثلاث نقاط للفوز، واحدة للتعادل، لا شيء للهزيمة)؛
2. فارق الأهداف في جميع مباريات المجموعة؛
3. عدد الأهداف المسجلة في جميع مباريات المجموعة؛
4. النقاط التي تم الحصول عليها في المباريات التي تم لعبها بين الفرق المعنية؛
5. فارق الأهداف في المباريات التي لعبت بين الفرق المعنية؛
6. عدد الأهداف المسجلة في المباريات التي لعبت بين الفرق المعنية؛
7. نقاط اللعب النظيف في جميع مباريات المجموعة (يمكن تطبيق خصم واحد فقط على لاعب في مباراة واحدة):   - بطاقة صفراء: −1 نقطة؛
  - بطاقة حمراء غير مباشرة (بطاقة صفراء ثانية): −3 نقاط؛
  - بطاقة حمراء مباشرة: −4 نقاط؛
  - بطاقة صفراء وبطاقة حمراء مباشرة: −5 نقاط؛
8. سحب القرعة.

### المجموعة ألف
| م | الفريق     | لعب | ف | ت | خ | أ.له | أ.ع | أ.ف | نقاط | التأهل             |
| - | ---------- | --- | - | - | - | ---- | --- | --- | ---- | ------------------ |
| 1 | السنغال    | 3   | 2 | 1 | 0 | 5    | 0   | +5  | 7    | مرحلة خروج المغلوب |
| 2 | كولومبيا   | 3   | 2 | 0 | 1 | 8    | 2   | +6  | 6    | مرحلة خروج المغلوب |
| 3 | بولندا (H) | 3   | 1 | 1 | 1 | 5    | 2   | +3  | 4    | مرحلة خروج المغلوب |
| 4 | تاهيتي     | 3   | 0 | 0 | 3 | 0    | 14  | −14 | 0    |                    |

| تاهيتي | 0–3   | السنغال                     |
| ------ | ----- | --------------------------- |
|        | تقرير | - أمادو ساغنا ‏ 1'، 29'، 50' |

| بولندا | 0–2   | كولومبيا                           |
| ------ | ----- | ---------------------------------- |
|        | تقرير | - أنغولو 23' - لويس ساندوفال 90+3' |

| السنغال                              | 2–0   | كولومبيا |
| ------------------------------------ | ----- | -------- |
| - نياني 34' (ركل.) - لوبي 85' (ركل.) | تقرير |          |

| بولندا                                                           | 5–0   | تاهيتي |
| ---------------------------------------------------------------- | ----- | ------ |
| - Bednarczyk 18' - Zylla 37' - Steczyk 39'، 61' - Benedyczak 74' | تقرير |        |

| السنغال | 0–0   | بولندا |
| ------- | ----- | ------ |
|         | تقرير |        |

| كولومبيا                                                           | 6–0   | تاهيتي |
| ------------------------------------------------------------------ | ----- | ------ |
| - Sinisterra 8'، 37' - كوتشو هيرنانديز 38'، 42'، 70' - Caicedo 87' | تقرير |        |

### المجموعة باء
| م | الفريق    | لعب | ف | ت | خ | أ.له | أ.ع | أ.ف | نقاط | التأهل             |
| - | --------- | --- | - | - | - | ---- | --- | --- | ---- | ------------------ |
| 1 | إيطاليا   | 3   | 2 | 1 | 0 | 3    | 1   | +2  | 7    | مرحلة خروج المغلوب |
| 2 | اليابان   | 3   | 1 | 2 | 0 | 4    | 1   | +3  | 5    | مرحلة خروج المغلوب |
| 3 | الإكوادور | 3   | 1 | 1 | 1 | 2    | 2   | 0   | 4    | مرحلة خروج المغلوب |
| 4 | المكسيك   | 3   | 0 | 0 | 3 | 1    | 6   | −5  | 0    |                    |

| المكسيك                 | 1–2   | إيطاليا                     |
| ----------------------- | ----- | --------------------------- |
| - روبرتو دي لا روزا 37' | تقرير | - Frattesi 3' - Ranieri 67' |

| اليابان           | 1–1   | الإكوادور                    |
| ----------------- | ----- | ---------------------------- |
| - كوتا يامادا 68' | تقرير | - كيوسوكي تاغاوا 45' (هـ.ذ.) |

| المكسيك | 0–3   | اليابان                                   |
| ------- | ----- | ----------------------------------------- |
|         | تقرير | - Miyashiro 21'، 77' - كيوسوكي تاغاوا 52' |

| الإكوادور | 0–1   | إيطاليا                |
| --------- | ----- | ---------------------- |
|           | تقرير | - اندريا بينامونتي 15' |

| الإكوادور   | 1–0   | المكسيك |
| ----------- | ----- | ------- |
| - Plata 12' | تقرير |         |

| إيطاليا | 0–0   | اليابان |
| ------- | ----- | ------- |
|         | تقرير |         |

### المجموعة ج
| م | الفريق     | لعب | ف | ت | خ | أ.له | أ.ع | أ.ف | نقاط | التأهل             |
| - | ---------- | --- | - | - | - | ---- | --- | --- | ---- | ------------------ |
| 1 | الأوروغواي | 3   | 3 | 0 | 0 | 7    | 1   | +6  | 9    | مرحلة خروج المغلوب |
| 2 | نيوزيلندا  | 3   | 2 | 0 | 1 | 7    | 2   | +5  | 6    | مرحلة خروج المغلوب |
| 3 | النرويج    | 3   | 1 | 0 | 2 | 13   | 5   | +8  | 3    |                    |
| 4 | هندوراس    | 3   | 0 | 0 | 3 | 0    | 19  | −19 | 0    |                    |

| هندوراس | 0–5   | نيوزيلندا                                                     |
| ------- | ----- | ------------------------------------------------------------- |
|         | تقرير | - دييغو 8' (هـ.ذ.) - Waine 17'، 27' - سينغ 51' - كونروي 90+1' |

| الأوروغواي                                            | 3–1   | النرويج                    |
| ----------------------------------------------------- | ----- | -------------------------- |
| - داروين نونيز 21' - غينيلا 29' - برايان رودريغيز 87' | تقرير | - كريستيان بورشجريفينك 47' |

| هندوراس | 0–2   | الأوروغواي                       |
| ------- | ----- | -------------------------------- |
|         | تقرير | - أسيفيدو 41' - سكياباكاسي 90+1' |

| النرويج | 0–2   | نيوزيلندا                                 |
| ------- | ----- | ----------------------------------------- |
|         | تقرير | - ستينسنس 71' - جون كايتولانو 83' (هـ.ذ.) |

| النرويج                                                                                              | 12–0  | هندوراس |
| --- | ----- | ------- |
| - هالاند 7'، 20'، 36' (ض.ج.)، 43'، 50'، 67'، 77'، 88'، 90' - أوستيغارد 30' - هاوجي 46' - ماركوفك 82' | تقرير |         |

| نيوزيلندا | 0–2   | الأوروغواي                                 |
| --------- | ----- | ------------------------------------------ |
|           | تقرير | - داروين نونيز 40' - برايان رودريغيز 90+5' |

### المجموعة دال
| م | الفريق           | لعب | ف | ت | خ | أ.له | أ.ع | أ.ف | نقاط | التأهل             |
| - | ---------------- | --- | - | - | - | ---- | --- | --- | ---- | ------------------ |
| 1 | أوكرانيا         | 3   | 2 | 1 | 0 | 4    | 2   | +2  | 7    | مرحلة خروج المغلوب |
| 2 | الولايات المتحدة | 3   | 2 | 0 | 1 | 4    | 2   | +2  | 6    | مرحلة خروج المغلوب |
| 3 | نيجيريا          | 3   | 1 | 1 | 1 | 5    | 3   | +2  | 4    | مرحلة خروج المغلوب |
| 4 | قطر              | 3   | 0 | 0 | 3 | 0    | 6   | −6  | 0    |                    |

| قطر | 0–4   | نيجيريا                                                      |
| --- | ----- | ------------------------------------------------------------ |
|     | تقرير | - Effiom 12' - Offia 24' - Dele-Bashiru 68' - Salawudeen 74' |

| أوكرانيا                  | 2–1   | الولايات المتحدة |
| ------------------------- | ----- | ---------------- |
| - بوليتسا 26' - بوبوف 51' | تقرير | - Servania 32'   |

| قطر | 0–1   | أوكرانيا    |
| --- | ----- | ----------- |
|     | تقرير | - بوبوف 59' |

| الولايات المتحدة          | 2–0   | نيجيريا |
| ------------------------- | ----- | ------- |
| - سيباستيان سوتو 18'، 46' | تقرير |         |

| الولايات المتحدة | 1–0   | قطر |
| ---------------- | ----- | --- |
| - ويا 76'        | تقرير |     |

| نيجيريا             | 1–1   | أوكرانيا    |
| ------------------- | ----- | ----------- |
| - Tijani 51' (ركل.) | تقرير | - سيكان 30' |

### المجموعة هاء
| م | الفريق   | لعب | ف | ت | خ | أ.له | أ.ع | أ.ف | نقاط | التأهل             |
| - | -------- | --- | - | - | - | ---- | --- | --- | ---- | ------------------ |
| 1 | فرنسا    | 3   | 3 | 0 | 0 | 7    | 2   | +5  | 9    | مرحلة خروج المغلوب |
| 2 | مالي     | 3   | 1 | 1 | 1 | 7    | 7   | 0   | 4    | مرحلة خروج المغلوب |
| 3 | بنما     | 3   | 1 | 1 | 1 | 3    | 4   | −1  | 4    | مرحلة خروج المغلوب |
| 4 | السعودية | 3   | 0 | 0 | 3 | 4    | 8   | −4  | 0    |                    |

| بنما                 | 1–1   | مالي        |
| -------------------- | ----- | ----------- |
| - فالانتا 87' (ركل.) | تقرير | - كونتي 39' |

| فرنسا                    | 2–0   | السعودية |
| ------------------------ | ----- | -------- |
| - فوفانا 43' - غويري 75' | تقرير |          |

| بنما | 0–2   | فرنسا                      |
| ---- | ----- | -------------------------- |
|      | تقرير | - زاغادو 44' - كويزانس 52' |

| السعودية                                       | 3–4   | مالي                                                   |
| ---------------------------------------------- | ----- | ------------------------------------------------------ |
| - البريكان 9' - تمبكتي 20' (ركل.) - الغنام 63' | تقرير | - س. كويتا 36' - كوني 54' - ب. تراوري 70' - Camara 90' |

| السعودية       | 1–2   | بنما                        |
| -------------- | ----- | --------------------------- |
| - البريكان 53' | تقرير | - McKenzie 7' - فالانتا 78' |

| مالي                                 | 2–3   | فرنسا                                               |
| ------------------------------------ | ----- | --------------------------------------------------- |
| - S. Koïta 14' - عثمان دياكيتي 90+5' | تقرير | - Cuisance 12' - موسى ديابي 65' (ركل.) - Gouiri 87' |

### المجموعة وأو
| م | الفريق         | لعب | ف | ت | خ | أ.له | أ.ع | أ.ف | نقاط | التأهل             |
| - | -------------- | --- | - | - | - | ---- | --- | --- | ---- | ------------------ |
| 1 | الأرجنتين      | 3   | 2 | 0 | 1 | 8    | 4   | +4  | 6    | مرحلة خروج المغلوب |
| 2 | كوريا الجنوبية | 3   | 2 | 0 | 1 | 3    | 2   | +1  | 6    | مرحلة خروج المغلوب |
| 3 | البرتغال       | 3   | 1 | 1 | 1 | 2    | 3   | −1  | 4    |                    |
| 4 | جنوب إفريقيا   | 3   | 0 | 1 | 2 | 3    | 7   | −4  | 1    |                    |

| البرتغال     | 1–0   | كوريا الجنوبية |
| ------------ | ----- | -------------- |
| - Trincão 7' | تقرير |                |

| الأرجنتين                                                                                          | 5–2   | جنوب إفريقيا                            |
| -------------------------------------------------------------------------------------------------- | ----- | --------------------------------------- |
| - Vera 4' - إزيكويل باركو 63' (ركل.)، 71' - جولييان ألفاريز (لاعب كرة قدم) 78' - أدولفو غايش 90+2' | تقرير | - Phillips 23' - لايلي فوستر 85' (ركل.) |

| البرتغال | 0–2   | الأرجنتين                           |
| -------- | ----- | ----------------------------------- |
|          | تقرير | - أدولفو غايش 33' - نيهان بيريز 84' |

| جنوب إفريقيا | 0–1   | كوريا الجنوبية      |
| ------------ | ----- | ------------------- |
|              | تقرير | - Kim Hyun-woo ‏ 69' |

| جنوب إفريقيا         | 1–1   | البرتغال          |
| -------------------- | ----- | ----------------- |
| - Monyane 53' (ركل.) | تقرير | - رفائيل لياو 19' |

| كوريا الجنوبية                      | 2–1   | الأرجنتين             |
| ----------------------------------- | ----- | --------------------- |
| - Oh Se-hun ‏ 42' - تشو يونغ-ووك 57' | تقرير | - كريستيان فيريرا 88' |

### ترتيب الفرق في المركز الثالث
تقدمت أفضل أربعة فرق في المركز الثالث من المجموعات الست إلى مرحلة خروج المغلوب إلى جانب الفائزين الستة في المجموعة وستة من الوصيفين.
| م | مج | الفريق    | لعب | ف | ت | خ | أ.له | أ.ع | أ.ف | نقاط | التأهل             |
| - | -- | --------- | --- | - | - | - | ---- | --- | --- | ---- | ------------------ |
| 1 | أ  | بولندا    | 3   | 1 | 1 | 1 | 5    | 2   | +3  | 4    | مرحلة خروج المغلوب |
| 2 | د  | نيجيريا   | 3   | 1 | 1 | 1 | 5    | 3   | +2  | 4    | مرحلة خروج المغلوب |
| 3 | ب  | الإكوادور | 3   | 1 | 1 | 1 | 2    | 2   | 0   | 4    | مرحلة خروج المغلوب |
| 4 | ه  | بنما      | 3   | 1 | 1 | 1 | 3    | 4   | −1  | 4    | مرحلة خروج المغلوب |
| 5 | و  | البرتغال  | 3   | 1 | 1 | 1 | 2    | 3   | −1  | 4    |                    |
| 6 | ج  | النرويج   | 3   | 1 | 0 | 2 | 13   | 5   | +8  | 3    |                    |

## مرحلة خروج المغلوب

### القوس
|  | دور الـ16               | دور الـ16               |                         |       | ربع النهائي          | ربع النهائي          |                   |                   | نصف النهائي | نصف النهائي |  |  | النهائي | النهائي |
|  |                         |                         |                         |       |                      |                      |                   |                   |             |             |  |  |         |         |
|  | 2 يونيو – Łódź          |                         |                         |       |                      |                      |                   |                   |             |             |  |  |         |         |
|  |                         |                         |                         |       |                      |                      |                   |                   |             |             |  |  |         |         |
|  | كولومبيا (ج.)           | 1 (5)                   |                         |       |                      |                      |                   |                   |             |             |  |  |         |         |
|  | كولومبيا (ج.)           | 1 (5)                   | 7 يونيو – Łódź          |       |                      |                      |                   |                   |             |             |  |  |         |         |
|  | نيوزيلندا               | 1 (4)                   |                         |       |                      |                      |                   |                   |             |             |  |  |         |         |
|  | نيوزيلندا               | 1 (4)                   | كولومبيا                | 0     |                      |                      |                   |                   |             |             |  |  |         |         |
|  | 3 يونيو – Tychy         |                         | كولومبيا                | 0     |                      |                      |                   |                   |             |             |  |  |         |         |
|  |                         | أوكرانيا                | 1                       |       |                      |                      |                   |                   |             |             |  |  |         |         |
|  | أوكرانيا                | أوكرانيا                | 1                       | 4     |                      |                      |                   |                   |             |             |  |  |         |         |
|  | أوكرانيا                |                         | 11 يونيو – Gdynia       | 4     |                      |                      |                   |                   |             |             |  |  |         |         |
|  | بنما                    | 1                       |                         |       |                      |                      |                   |                   |             |             |  |  |         |         |
|  | بنما                    | 1                       | أوكرانيا                | 1     |                      |                      |                   |                   |             |             |  |  |         |         |
|  | 2 يونيو – Gdynia        |                         | أوكرانيا                | 1     |                      |                      |                   |                   |             |             |  |  |         |         |
|  |                         | إيطاليا                 | 0                       |       |                      |                      |                   |                   |             |             |  |  |         |         |
|  | إيطاليا                 | إيطاليا                 | 0                       | 1     |                      |                      |                   |                   |             |             |  |  |         |         |
|  | إيطاليا                 | 7 يونيو – Tychy         |                         | 1     |                      |                      |                   |                   |             |             |  |  |         |         |
|  | بولندا                  | 0                       |                         |       |                      |                      |                   |                   |             |             |  |  |         |         |
|  | بولندا                  | 0                       | إيطاليا                 | 4     |                      |                      |                   |                   |             |             |  |  |         |         |
|  | 4 يونيو – Bielsko-Biała |                         | إيطاليا                 | 4     |                      |                      |                   |                   |             |             |  |  |         |         |
|  |                         | مالي                    | 2                       |       |                      |                      |                   |                   |             |             |  |  |         |         |
|  | الأرجنتين               | مالي                    | 2                       | 2 (4) |                      |                      |                   |                   |             |             |  |  |         |         |
|  | الأرجنتين               |                         | 15 يونيو – Łódź         | 2 (4) |                      |                      |                   |                   |             |             |  |  |         |         |
|  | مالي (ج.)               | 2 (5)                   |                         |       |                      |                      |                   |                   |             |             |  |  |         |         |
|  | مالي (ج.)               | 2 (5)                   | أوكرانيا                | 3     |                      |                      |                   |                   |             |             |  |  |         |         |
|  | 4 يونيو – Bydgoszcz     |                         | أوكرانيا                | 3     |                      |                      |                   |                   |             |             |  |  |         |         |
|  |                         | كوريا الجنوبية          | 1                       |       |                      |                      |                   |                   |             |             |  |  |         |         |
|  | فرنسا                   | كوريا الجنوبية          | 1                       | 2     |                      |                      |                   |                   |             |             |  |  |         |         |
|  | فرنسا                   | 8 يونيو – Gdynia        |                         | 2     |                      |                      |                   |                   |             |             |  |  |         |         |
|  | الولايات المتحدة        | 3                       |                         |       |                      |                      |                   |                   |             |             |  |  |         |         |
|  | الولايات المتحدة        | 3                       | الولايات المتحدة        | 1     |                      |                      |                   |                   |             |             |  |  |         |         |
|  | 3 يونيو – أرينا لوبلين  |                         | الولايات المتحدة        | 1     |                      |                      |                   |                   |             |             |  |  |         |         |
|  |                         | الإكوادور               | 2                       |       |                      |                      |                   |                   |             |             |  |  |         |         |
|  | الأوروغواي              | الإكوادور               | 2                       | 1     |                      |                      |                   |                   |             |             |  |  |         |         |
|  | الأوروغواي              |                         | 11 يونيو – أرينا لوبلين | 1     |                      |                      |                   |                   |             |             |  |  |         |         |
|  | الإكوادور               | 3                       |                         |       |                      |                      |                   |                   |             |             |  |  |         |         |
|  | الإكوادور               | 3                       | الإكوادور               | 0     |                      |                      |                   |                   |             |             |  |  |         |         |
|  | 4 يونيو – أرينا لوبلين  |                         | الإكوادور               | 0     |                      |                      |                   |                   |             |             |  |  |         |         |
|  |                         | كوريا الجنوبية          | 1                       |       | مباراة المركز الثالث | مباراة المركز الثالث |                   |                   |             |             |  |  |         |         |
|  | اليابان                 | كوريا الجنوبية          | 1                       | 0     | مباراة المركز الثالث | مباراة المركز الثالث |                   |                   |             |             |  |  |         |         |
|  | اليابان                 | 8 يونيو – Bielsko-Biała | 8 يونيو – Bielsko-Biała | 0     |                      |                      | 14 يونيو – Gdynia | 14 يونيو – Gdynia |             |             |  |  |         |         |
|  | كوريا الجنوبية          | 8 يونيو – Bielsko-Biała | 8 يونيو – Bielsko-Biała | 1     |                      |                      | 14 يونيو – Gdynia | 14 يونيو – Gdynia |             |             |  |  |         |         |
|  | كوريا الجنوبية          | كوريا الجنوبية (ج.)     | 3 (3)                   | 1     | إيطاليا              | 0                    |                   |                   |             |             |  |  |         |         |
|  | 3 يونيو – Łódź          | كوريا الجنوبية (ج.)     | 3 (3)                   |       | إيطاليا              | 0                    |                   |                   |             |             |  |  |         |         |
|  |                         | السنغال                 | 3 (2)                   |       | الإكوادور (ب.و.إ.)   | 1                    |                   |                   |             |             |  |  |         |         |
|  | السنغال                 | السنغال                 | 3 (2)                   | 2     | الإكوادور (ب.و.إ.)   | 1                    |                   |                   |             |             |  |  |         |         |
|  | السنغال                 |                         |                         | 2     |                      |                      |                   |                   |             |             |  |  |         |         |
|  | نيجيريا                 | 1                       |                         |       |                      |                      |                   |                   |             |             |  |  |         |         |
|  | نيجيريا                 | 1                       |                         |       |                      |                      |                   |                   |             |             |  |  |         |         |

### دور الـ16
| إيطاليا                       | 1–0   | بولندا |
| ----------------------------- | ----- | ------ |
| - اندريا بينامونتي 38' (ركل.) | تقرير |        |

| كولومبيا          | 1–1 (ب.و.إ.) | نيوزيلندا  |
| ----------------- | ------------ | ---------- |
| - أندريس رييس 11' | تقرير        | - Just 35' |

| الأوروغواي      | 1–3   | الإكوادور                                              |
| --------------- | ----- | ------------------------------------------------------ |
| - ر. أراوخو 11' | تقرير | - ألفارادو 31' (ركل.) - كينتيرو 75' - بلاتا 83' (ركل.) |

| أوكرانيا                                     | 4–1   | بنما       |
| -------------------------------------------- | ----- | ---------- |
| - Sikan 23'، 45+1' - Popov 41' - Buletsa 83' | تقرير | - ووكر 50' |

| السنغال                                   | 2–1   | نيجيريا           |
| ----------------------------------------- | ----- | ----------------- |
| - أمادو ساغنا ‏ 36' - إبراهيما نياني 45+3' | تقرير | - ساكسس ماكانجولا |

| اليابان | 0–1   | كوريا الجنوبية   |
| ------- | ----- | ---------------- |
|         | تقرير | - Oh Se-hun ‏ 84' |

| فرنسا                        | 2–3   | الولايات المتحدة             |
| ---------------------------- | ----- | ---------------------------- |
| - غويري 41' - نبيل عليوي 55' | تقرير | - سوتو 25'، 74' - رينيكس 83' |

| الأرجنتين                             | 2–2 (ب.و.إ.) | مالي                       |
| ------------------------------------- | ------------ | -------------------------- |
| - أدولفو غايش 49' - ديابي 91' (هـ.ذ.) | تقرير        | - ديابي 67' - كونتي 120+1' |

### ربع النهائي
| كولومبيا | 0–1   | أوكرانيا    |
| -------- | ----- | ----------- |
|          | تقرير | - سيكان 11' |

| إيطاليا                                                             | 4–2   | مالي                        |
| ------------------------------------------------------------------- | ----- | --------------------------- |
| - كوني 12' (هـ.ذ.) - اندريا بينامونتي 60'، 83' (ر.ج.) - فراتيسي 84' | تقرير | - س. كويتا 38' - كامارا 79' |

| الولايات المتحدة | 1–2   | الإكوادور                      |
| ---------------- | ----- | ------------------------------ |
| - ويا 36'        | تقرير | - سيفوينتيس 30' - إسبينوزا 43' |

| كوريا الجنوبية                                                 | 3–3 (ب.و.إ.) | السنغال                                              |
| -------------------------------------------------------------- | ------------ | ---------------------------------------------------- |
| - لي كانغ-إين 62' (ركل.) - Lee Ji-sol 90+8' - تشو يونغ-ووك 96' | تقرير        | - دياني 37' - إبراهيما نياني 76' (ركل.) - سيس 120+1' |

### نصف النهائي
| أوكرانيا      | 1–0   | إيطاليا |
| ------------- | ----- | ------- |
| - بوليتسا 65' | تقرير |         |

| الإكوادور | 0–1   | كوريا الجنوبية |
| --------- | ----- | -------------- |
|           | تقرير | - تشوي جون 39' |

### مباراة المركز الثالث
| إيطاليا | 0–1 (ب.و.إ.) | الإكوادور   |
| ------- | ------------ | ----------- |
|         | تقرير        | - مينا 104' |

### النهائي
| أوكرانيا                              | 3–1   | كوريا الجنوبية          |
| ------------------------------------- | ----- | ----------------------- |
| - سوبرياها 34'، 53' - تسيتايشفيلي 89' | تقرير | - لي كانغ-إين 5' (ركل.) |

## الهدافون
عدد الأهداف المُسجلة  153 هدفًا  في 52 مباراة، بمتوسط 2.94 هدفًا في المباراة الواحدة.
9 أهداف
- إرلينغ هولاند

4 أهداف
- اندريا بينامونتي
- أمادو ساغنا  [لغات أخرى]‏
- دانيلو سيكان
- سيباستيان سوتو

3 أهداف
- أدولفو غايش
- كوتشو هيرنانديز
- أمين غويري
- سيكو كويتا
- إبراهيما نياني
- سيرهي بوليتسا
- دينيس بوبوف

هدفان
- إزيكويل باركو
- لويس سينيستيرا
- غونزالو بلاتا
- ميكايل كويزانس
- دافيدي فراتيسي
- تايسي مياشيرو
- Mohamed Camara
- بوبكر كونتي
- Ben Waine
- دييغو فالانتا
- Dominik Steczyk
- فراس البريكان
- تشو يونغ-ووك
- لي كانغ-إين
- Oh Se-hun  [لغات أخرى]‏
- فلاديسلاف سوبرياها
- تيموثي ويا
- داروين نونيز
- برايان رودريغيز

هدف
- جولييان ألفاريز (لاعب كرة قدم)
- كريستيان فيريرا
- نيهان بيريز
- فاوستو فيرا
- إيفان أنغولو
- Deiber Caicedo
- أندريس رييس
- لويس ساندوفال
- ألكسندر ألفارادو
- خوسيه سيفوينتيس
- جون إسبينوزا
- ريتشارد مينا
- سيرخيو كينتيرو
- نبيل عليوي
- موسى ديابي
- يوسف فوفانا
- دان-أكسل زاغادو
- لوكا رانييري
- كيوسوكي تاغاوا
- كوتا يامادا
- عبد الله ديابي
- عثمان دياكيتي
- إبراهيما كوني
- بوبكر تراوري
- روبرتو دي لا روزا
- مات كونروي
- إيلايجا جست
- ساربريت سينغ
- جياني ستينسنس
- توم ديلي-باشيرو
- ماكسويل إيفيوم
- ساكسس ماكانجولا
- أوكيتشوكوو أوفيا
- أليو سالاودين
- محمد تيجاني
- كريستيان بورشجريفينك
- ينس بيتر هاوجي
- إيمان ماركوفيتش
- ليو سكيري أوستيغارد
- أكسل ماكنزي
- إرنستو ووكر
- Jakub Bednarczyk
- أدريان بينيديتشاك
- Marcel Zylla
- رفائيل لياو
- ترينساو
- خالد الغنام
- حسان تمبكتي
- أمادو سيس
- كافين دياني
- ديون لوبي
- لايلي فوستر
- جيمس مونياني
- كينان فيليبس
- تشوي جون
- Kim Hyun-woo  [لغات أخرى]‏
- Lee Ji-sol
- هيورهي تسيتايشفيلي
- جاستن رينيكس
- براندون سيرفانيا
- نيكولاس أسيفيدو
- رونالد أراوخو
- فرانسيسكو غينيلا
- نيكولاس سكياباكاسي

هدف ذاتي
- داروين دييغو (ضد نيوزيلندا)
- كيوسوكي تاغاوا (ضد الإكوادور)
- عبد الله ديابي (ضد الأرجنتين)
- إبراهيما كوني (ضد إيطاليا)
- جون كايتولانو (ضد نيوزيلندا)

## وصلات خارجية
- الموقع الرسمي